# Nguyen Van Nghi
Nguyễn Văn Nghị (Hanoï, 11 janvier 1909 - Marseille 6e, 18 décembre 1999) est un médecin et écrivain vietnamien, spécialisé dans l'acupuncture et la médecine traditionnelle chinoise,.

## Biographie
Né à Hanoï en 1909, Nguyen Van Nghi étudia au Viêt Nam, en Chine et en France. Après avoir obtenu son diplôme de médecine à l'université de Montpellier, il commença à exercer en 1940. 
À partir de 1954, il se consacra principalement à l'acupuncture en se basant sur les textes classiques : Huangdi Neijing, Nanjing, Zhenjiu Dacheng, Shang Han Lun et Maijing. Il est décédé le 17 décembre 1999, à Marseille, France.
Il était médecin, auteur, traducteur et enseignant spécialisé dans les textes classiques de la médecine traditionnelle chinoise (acupuncture-moxibustion). Une grande partie de son œuvre porte sur la traduction en français et l'analyse d'une copie du Huangdi Nei Jing datant de la dynastie Tang (classique interne de l'Empereur Jaune). Cette version du Huangdi Nei Jing se distingue de celles disponibles en Chine par des commentaires de deux médecins de la dynastie des Tang, sans lesquels les anciens textes sont indéchiffrables.
Auteur de référence dans son domaine, le Dr Nguyen Van Nghi est considéré par de nombreux spécialistes comme le principal introducteur de l'acupuncture dans le monde occidental,.
Il insistait sur le fait que la médecine occidentale et la médecine traditionnelle chinoise ne sont pas deux médecines distinctes, mais une seule médecine.

## Œuvres
- L’énergétique humaine (avec Dr Chamfrault)
- Théorie et pratique de l’analgésie par acupuncture, avec Dr Mai Van Dong, Dr Uld. Lanza
- Médecine traditionnelle chinoise, pathogénie et pathologie, avec Dr Ch. Recours Nguyen
- (de) Traditionnelle chinesische Medizin, Pathogenese und Pathologie (en allemand)
- Sémiologie et thérapeutique en médecine énergétique orientale
- (it) Semeotica e terapia nelle medecina energetica orientale (en italien)
- Pharmacologie en médecine orientale, avec Dr Mai Van Dong

## Traduction de textes anciens
- «  The Suwen » Huangdi Neijing Suwen : Tome 1 Tome 2 Tome 3 avec Dr Nguyen Patrick Tome 4 avec Dr Ch. Recours Nguyen
- «  Le Dacheng» : avec Dr Tran Viet Dzung, Dr Ch. Recours Nguyen Art et Pratique de l’Acupuncture et de la moxibustion (selon Zhen Jiu Da Cheng) Tome 1 Tome 2 Tome 3
- «  The Shangan Lun » : avec Dr Ch. Recours Nguyen Maladies évolutives des 3 Yin et des 3 Yang (selon Shanghan Lun de Zhang Zhongjing)
- «  The Maijing » : avec Dr Bui Van Tho, Dr Ch. Recours Nguyen Mai Jing, classique des pouls de Wang Shu He (210-285 ap. J-C)
- «  The Lingshu » : avec Dr Tran Viet Dzung, Dr Ch. Recours Nguyen
- «  Huangdi Neijing Lingshu » Tome 1 Tome 2 Tome 3
- «  The Nanjing » : avec Dr Tran Viet Dzung, Dr Ch. Recours Nguyen